# 한밭생활문화방송
한밭생활문화방송은 대한민국의 공동체라디오 대전광역시 서구 중심으로 라디오방송을 송출하고 있다. 주파수는 FM 93.7MHz. 애칭은 한밭FM이다.

## 연혁
- 2022년 11월 11일 개국.